# Bart Verbruggen
Bart Verbruggen (n. 18 august 2002, Breda, Țările de Jos) este un fotbalist neerlandez care joacă pe postul de portar la Brighton & Hove Albion din Premier League și la echipa națională de fotbal a Țărilor de Jos.

## Carieră pe echipe

### Anderlecht
Verbruggen s-a alăturat lui Anderlecht în 2020 de la NAC Breda. Și-a făcut debutul profesionist pe 2 mai 2021, într-o remiză 2–2 din Prima Divizie A belgiană împotriva lui Club Brugge. La 23 februarie 2023, a salvat toate cele trei penalty-uri în timpul loviturilor de departajare împotriva lui Ludogorets Razgrad în a doua manșă a rundei eliminatorie din UEFA Europa Conference League 2022-2023, ceea ce a ajutat echipa sa să câștige cu 3-0 la penalty-uri în urma unui scor 2–2 la general.

### Brighton & Hove Albion
La 3 iulie 2023, Brighton & Hove Albion a anunțat semnarea lui Verbruggen sub un contract de cinci ani. Verbruggen a fost ales să joace înaintea lui Jason Steele pentru a-și face debutul în cel de-al treilea meci al sezonului al lui Brighton pe 26 august, o înfrângere cu 3-1 pe teren propriu împotriva lui West Ham, pentru prima lor înfrângere a sezonului.
Pe 18 februarie 2024, Verbruggen a avut primul meci fără gol primit în Premier League într-o victorie cu 5-0 împotriva lui Sheffield United.

## Cariera internațională
La 17 martie 2023, Verbruggen a primit prima convocare oficială la echipa națională de seniori a Țărilor de Jos pentru preliminariile UEFA Euro 2024 împotriva Franței și Gibraltarului. A debutat în echipa națională pe 13 octombrie 2023, într-o înfrângere cu 1–2 împotriva Franței.
Pe 29 mai 2024, Verbruggen a fost inclus în lotul Țărilor de Jos pentru UEFA Euro 2024.

## Titluri și premii
Individual
- Jucătorul sezonului de la Anderlecht: 2022-2023[9]